# MOTOHARU SANO & THE COYOTE GRAND ROCKESTRA LIVE AT 東京国際フォーラム
『MOTOHARU SANO & THE COYOTE GRAND ROCKESTRA LIVE AT 東京国際フォーラムBLOOD MOON』（モトハル サノ アンド ザ コヨーテ グランド ロッケストラ ライブ アット トウキョウ コクサイ フォーラム）は、2017年5月31日に、Daisy Musicから発売された佐野元春の通算6枚目のライブ・アルバム。

## 概要
2016年3月26日に東京国際フォーラムで行われた「35周年アニバーサリー・ツアー・ファイナル」から20曲を収録した2枚組のライブ盤。既に2016年12月に当ライブの35曲入りDVDが発売されているがその中から20曲を選曲。先述のDVDには特典として１４曲収録CDが付属しているが、そのうち12曲が本作と重複している。但し、本作は高音質SHM-CD仕様であるのが大きな違いとなっている。1枚目は「THE COYOTE BAND」と作った、近作のアルバムから、2枚目は佐野の35年の活動の中からの代表曲を集めた内容になっており、どの時代の佐野を知っているファンでも楽しめる作品になっている。本作のアートワークは3面デジパック仕様で生産限定発売品である。

## 収録曲
全作詞・作曲・編曲：佐野元春
DISC ONE
1. 優しい闇
2. 世界は慈悲を待っている
3. 星の下　路の上
4. ポーラスタア
5. 境界線
6. La Vita e Bella
7. バイ・ザ・シー
8. 紅い月
9. 私の太陽
10. 東京スカイライン

DISC TWO
1. 君を探している
2. ワイルド・ハーツ
3. 誰かが君のドアを叩いている
4. ヤング ブラッズ
5. 約束の橋
6. サムデイ
7. ロックンロール・ナイト
8. ニュー・エイジ
9. ヤング・フォーエバー
10. 悲しきレイディオ～メドレー

## ライブ映像
- 優しい闇 - YouTube
- バイ・ザ・シー - YouTube
- 東京スカイライン - YouTube
- 約束の橋 - YouTube
- ニュー・エイジ - YouTube
- ヤング・フォーエバー - YouTube